# My Only Wish (This Year)
»My Only Wish (This Year)« je teen pop božična pesem ameriške glasbenice Britney Spears. Pesem sta napisala Brian Kierulf in Josh Schwartz in je uradno izšla na božični kompilaciji Platinum Christmas. V besedilu pesmi Britney Spears Božička prosi, naj ji čez počitnice najde partnerja. Glasbeni kritiki so pesmi dodelili mešane ocene. Decembra 2008 se je pesem zaradi velikih digitalnih naložitev uvrstila na glasbeno lestvico na Danskem.

## Ozadje in kompozicija
Pesem »My Only Wish (This Year)« sta napisala Brian Kierulf in Josh Schwartz, produciral pa jo je samo Brian Kierulf. Britney Spears je pesem posnela leta 2000 sredi turneje Oops!... I Did It Again World Tour. Pesem »My Only Wish (This Year)« je teen pop pesem, ki je napisana v c-molu. Ima zelo hiter tempo in nanjo je vplivala tudi jazz glasba. Vokali Britney Spears se raztezajo od G4 do nižjega tona A5. V pesmi protagonistka opisuje svojo osamljenost čez počitnice in prosi Božička, naj ji najde partnerja. Od izida so pesem vključili še na osem kompilacij, med drugim tudi na albume Now That's What I Call Christmas! (2001), Super Christmas Hits (2006) in Christmas Top 100 (2009).

## Sprejem
Michael Roberts iz revije Dallas Observer je pesem označil za »neobjektivno, vendar energetično retro pesem«. Lori Reese iz revije Entertainment Weekly je menila, da je pesem »zabavna«. V svoji oceni kompilacije Now That's What I Call Christmas! je Melissa Ruggieri iz revije Richmond Times-Dispatch komentirala: »K sreči vsebuje tudi dve majhni najstniški uspešnici, vključno s pesmijo Britney Spears ('My Only Wish [This Year]') in pesmijo glasbene skupine 'N Sync ('You Don't Have to Be Alone [On Christmas]')«. Med ocenjevanjem klasičnih božičnih pesmi je Richard Jinman iz revije The Sydney Morning Herald napisal, da sta bili pesem »My Only Wish (This Year)« in pesem iz leta 1994 Mariah Carey, »All I Want for Christmas Is You« »[dva] gro-gro-grozna singla«. 26. decembra 2008 se je pesem zaradi visokega števila digitalnih naložitev uvrstila na lestvico Danish Singles Chart, in sicer na štiriintrideseto mesto. Pesem »My Only Wish (This Year)« je po podatkih Nielsen SoundScana digitalno prodala 162.000 kopij v Združenih državah Amerike.

## Ostali ustvarjalci
- Tekstopisca – Brian Kierulf, Josh Schwartz
- Produkcija – Brian Kierulf
- Vokali – Britney Spears[11]